# ارنو مارتینز
ارنو مارتینز (انگلیسی: Arnau Martínez؛ زادهٔ ۲۵ آوریل ۲۰۰۳) بازیکن فوتبال است.
وی همچنین در تیم ملی فوتبال زیر ۱۹ سال اسپانیا بازی کرده‌است.